# Conasprella alexandremonteiroi
Conasprella alexandremonteiroi é uma espécie de caracol marinho, um molusco gastrópode marinho da família Conidae.

## Distribuição
Esta espécie ocorre no mar do Caribe ao largo da Nicarágua.